# Temnorhynchus baal
Temnorhynchus baal är en skalbaggsart som beskrevs av Reiche och Félicien Henry Caignart de Saulcy 1856. Temnorhynchus baal ingår i släktet Temnorhynchus och familjen Dynastidae. Utöver nominatformen finns också underarten T. b. sennaariensis.